# Blokade (militær)
 For alternative betydninger, se Blokade. (Se også artikler, som begynder med Blokade)
En blokade er et forsøg på med fysisk magt at afskære et område fra adgang til forsyninger, krigsmateriel eller kommunikation, enten helt eller delvist. En blokade må ikke forveksles med en embargo eller sanktioner, som begge er juridiske blokeringer for handel. Det er også noget andet end en decideret belejring, idet en blokade typisk er rettet mod et helt land eller region, snarere end en enkelt befæstning eller by. De fleste historiske blokader har fundet sted til søs, omend der også har været landbaserede blokader med det formål at isolere et bestemt område.
| Militær | Spire Denne artikel om militær er en spire som bør udbygges. Du er velkommen til at hjælpe Wikipedia ved at udvide den. |